# Стапель-палуба

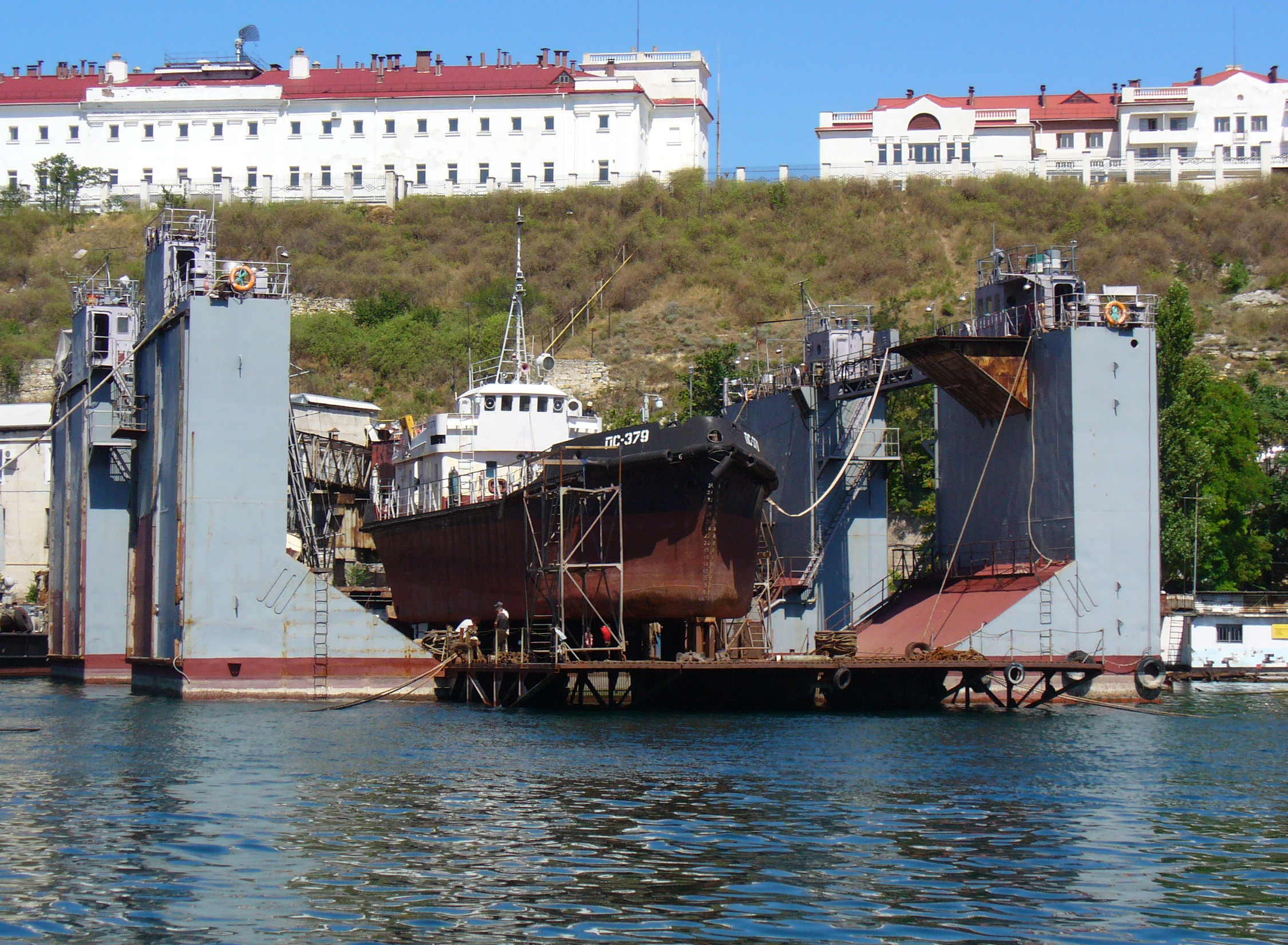
Судно на стапель-палубі плавучого доку

Стапель-палуба (також Докова палуба) — палуба плавучого доку, на яку набивається кільова доріжка для постановки судна в док.
Розміри стапель-палуби у поєднанні з вантажопідйомністю доку визначають тип судна, яке може бути поставлене в док.